# Zygonyx ida
Zygonyx ida är en trollsländeart som beskrevs av Selys 1869. Zygonyx ida ingår i släktet Zygonyx och familjen segeltrollsländor. IUCN kategoriserar arten globalt som livskraftig. Inga underarter finns listade i Catalogue of Life.